# 다코타 존슨
다코타 마이 존슨(영어: Dakota Mayi Johnson, 1989년 10월 4일 ~ )은 미국의 배우, 모델이다. 배우 부부 돈 존슨과 멜러니 그리피스의 딸이자, 티피 헤드런의 손녀이다. 어머니와 함께 《크레이지 인 알라바마》(1999)에 출연하며 스크린 무대 데뷔를 했고, 2006년에는 미스 골든 글로브로 지명됐다. 고등학교 졸업 후 영화 《소셜 네트워크》(2010), 《비스틀리》(2011), 《21 점프 스트리트》(2012), 《니드 포 스피드》(2014) 등의 배역으로 연기 복귀를 했다. 잠시 방영된 폭스의 코미디 드라마 《벤 앤 케이트》(2012–13)에 출연하기도 했다.
그녀는 로맨스 드라마 영화 《그레이의 50가지 그림자》에서 주인공 배역 아나스타샤 스틸 역을 맡게 된 이후인 2015년에 세계적인 인지도를 얻었다. 이 영화는 그녀에게 명성을 가져다 주었고 피플스 초이스상 드라마 영화 부문 여배우상과 BAFTA 라이징 스타상 후보를 안겨주었다. 같은 해에 그녀는 《블랙 메스》와 《비거 스플래쉬》에도 참여했다. 또한 《하우 투 비 싱글》(2016), 《50가지 그림자: 심연》(2017)과 《50가지 그림자: 해방》(2018)에 아나스타샤 스틸 역으로 재출연했다.

## 어린 시절
다코타 마이 존슨은 1989년 10월 4일 텍사스 오스틴에서 배우 멜라니 그리피스와 돈 존슨의 딸로 태어났다. 외조부모는 광고 경영진이자 전직 아역 배우 피터 그리피스와 여배우 티피 헤드런이며, 배우 트레이시 그리피스와 프로덕션 디자이너 클레이 A. 그리피스(Clay A. Griffith)의 조카이기도 하다. 옛 새아버지 중에는 배우 안토니오 반데라스도 있다. 여섯 명의 이복 형제자매들이 있는데, 이 중에 배우 제시 존슨을 포함한 4명은 아버지 쪽이고, 두 명은 어머니 쪽이다.
존슨은 주로 콜로라도 애스펀과 우디크리크에서 자랐고, 10대 시절에 여름 기간에 시골 마켓에서 일했다. 애스펀 커뮤니티 스쿨(Aspen Community School)을 다녔으며 이후 캘리포니아 몬터레이의 샌타 캐털리나 스쿨에 진학해 1학년을 보내고 샌타모니카의 뉴 로즈 스쿨(New Roads School)로 전학을 갔다.
존슨은 어린 시절 열렬한 댄서였으며, 다른 아역 유명인들과 함께 틴 보그 촬영을 한 후인 12살에 모델 일에 관심을 갖게 되었다. 존슨은 부모님과 영화 세트장에서 상당한 시간들을 보내면서 어릴 적에 연기에 관심을 갖게 되었지만, 부모님이 고등학교를 마칠 때까지 연기를 하는 걸 자제하게 했다고 말했다.

## 경력

### 연기
1999년에 존슨은 이복 자매 스텔라 반데라스(Stellar Banderas)와 함께 실제 어머니인 멜러니 그리피스의 딸 역을 연기한 《크레이지 인 알라바마》에서 영화 데뷔를 했다. 이 영화는 당시 새아버지였던 안토니오 반데라스가 연출했다. 2006년에 2006 미스 골든 글로브로 선정됨으로써 글로브 역사 최초의 2세대 미스 골든 글로브로 활동했다.
존슨은 고등학교를 졸업하자마자 윌리엄 모리스 에이전시(William Morris Agency)와 계약하여 배우 경력을 시작했다. 그녀는 데이비드 핀처가 연출하여, 비평적 극찬을 받은 박스오피스 히트작 《소셜 네트워크》에 출연했다. 그녀는 또한 《비스틀리》, 김소영의 《포 엘렌》(For Ellen)에 출연했다. 2012년에 그녀는 데이비드 듀코브니가 출연한 크리스토퍼 닐의 영화 《염소들》, 저드 애퍼타우가 제작에 참여한 니컬러스 스톨러의 영화 《5년째 약혼중》, 영화 《21 점프 스트리트》의 배역을 얻었다. 그녀는 또한 앨런 양이 각본을 쓴 크리스 넬슨의 영화 《데이트 앤 스위치》에서 여주인공 역을 연기했다.
2012년 3월에 존슨은 폭스의 코미디 드라마 《벤 앤 케이트》에서 케이트 역으로 캐스팅되며, 텔레비전 무대 데뷔를 했다. 이 드라마는 한 시즌만인 2013년 1월 25일에 취소되었다. 2013년에 그녀는 《오피스》 최종화의 신입 사원 배역을 얻었다. 존슨은 재빨리 영화 경력을 재개하여, 《니드 포 스피드》 (2014)에 출연했다. 그녀는 또한 윌리엄 셰익스피어의 심벨린을 현대 배경으로 각색한 영화 《범죄의 제국》에도 나왔다.

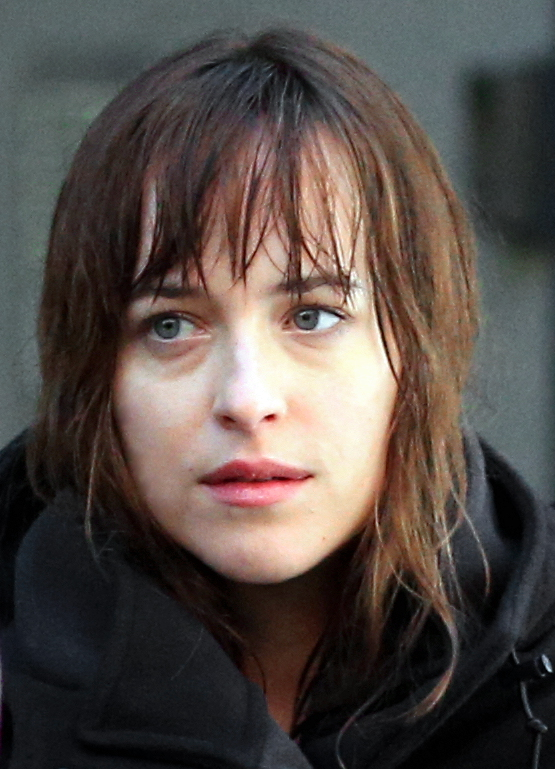
2014년 1월 《그레이의 50가지 그림자》 촬영 중 모습.

존슨은 《그레이의 50가지 그림자》에서 아나스타샤 “애나” 스틸 역을 연기했으며, 이 영화는 2015년 2월에 개봉했다. 존슨은 루시 헤일, 펄리시티 존스, 엘리자베스 올슨, 대니엘 패너베이커, 셰일린 우들리를 상대로 해당 배역을 따냈다. 《그레이의 50가지 그림자》에서 연기한 아나스타샤의 성적 권리(gender rights)에 대한 생각을 묻는 질문에 존슨은 "저는 [영화가] 자랑스러워요. 저는 애나가 약하다고 생각하는 사람들에게 전혀 동의하지 않아요. 저는 실은 그보다 그녀가 더 강하다고 생각해요. 그녀가 행한 모든 것들은 그녀의 선택이에요. 그리고 제가 자기 몸으로 하고 싶은 걸 하고 욕망에 대해 수치스러워하지 않는 여성들의 대변자가 될 수 있다면, 저는 아주 좋아요"라고 답했다.
2015년 2월 15일, 존슨은 《새터데이 나이트 라이브》(이하 SNL)의 40주년 특별 프로그램에 출연했고 2015년 2월 28일에는 호스트로 출연했다. 옛 SNL 호스트의 딸이 호스트로 출연한 것은 1982년 블라이드 대너가 SNL의 7번째 시즌에 호스트를 맡고 이후 귀네스 팰트로가 호스트를 맡은 이래로 두 번째였다. 또한 2015년에 그녀는 《블랙 메스》에서 조니 뎁이 연기한 배역의 아이의 어머니 역을 연기하면서 《21 점프 스트리트》에 함께 출연했던 뎁과 재회했다.
2015년에 존슨은 틸다 스윈턴, 마티아스 스후나르츠, 레이프 파인스의 상대역으로, 루카 구아다니노의 스릴러 영화 《비거 스플래쉬》에 출연했으며 에즈나 샌즈의 영화 《클로이 앤 테오》 에도 나왔다. 그녀는 레슬리 맨, 그리고 《데이트 앤 스위치》에 같이 출연한 니컬러스 브론과 함께 2016년 코미디 영화 《하우 투 비 싱글》에서 주연 역을 연기했다.
존슨은 어나더 매거진의 2015년 가을/겨울 호에서 자신이 루카 구아다니노의 영화 《서스페리아》를 위해 발레 수업에 깊이 빠져있다고 밝혔다. 그녀는 《사운드 오브 메탈》에서 스후나르츠와 다시 함께 연기하면서 가수를, 스후나르츠는 청력을 잃어가기 시작하는 드러머를 연기했다. 그녀는 바바크 안바리가 각본 및 연출을 맡은 네이선 밸린그러드의 공포 소설 The Visible Filth의 영화 각색작 《상처의 해석》 촬영장에서 《소셜 네트워크》(2010)에 같이 출연했던 아미 해머와 재회하였다.
2018년 드루 고더드가 각본 및 연출을 맡고, 크리스 헴스워스, 러셀 크로, 제프 브리지스가 나오는 《배드 타임즈: 엘 로얄에서 생긴 일》에 출연했으며, 2019년 브루스 던, 샤이아 러버프가 출연한 독립 영화 《피넛 버터 팔콘》에 나왔다.
그녀는 자신의 실루엣 프로덕션의 두 편의 영화에서 출연 및 책임 제작자를 맡을 예정이며, 《Forever, Interrupted》에서는 젊은 미망인을, 애덤 코언의 논픽션 Imbeciles: The Supreme Court, American Eugenics, and the Sterilization of Carrie Buck을 바탕으로 한 1920년대 배경 법정 드라마 영화 《Unfit》에서는 캐리 벅을 연기할 예정이다.

### 모델 활동
2006년에 존슨은 IMG 모델스와 계약했다. 연기가 본업임에도 불구하고 2009년 이래로 망고 브랜드의 청바지 라인들의 모델을 해오고 있으며, 2011년에는 오스트레일리아의 패션 브랜드 위시(Wish)의 “라이징 스타” 광고 촬영을 했다.

## 출연 작품

### 영화
| 연도 | 제목                             | 배역                              | 비고      |
| ---- | -------------------------------- | --------------------------------- | --------- |
| 1999 | 크레이지 인 알라바마             | 손드라                            |           |
| 2010 | 소셜 네트워크                    | 아멜리아 리터                     |           |
| 2010 | All That Glitters                | 디애니카 프렌치                   | 단편 영화 |
| 2011 | 비스틀리                         | 슬론 헤이건                       |           |
| 2012 | 포 엘렌                          | 신디 테일러                       |           |
| 2012 | 염소들                           | 미니                              |           |
| 2012 | 21 점프 스트리트                 | Fugazy                            |           |
| 2012 | 5년째 약혼중                     | 오드리                            |           |
| 2012 | Transit                          | 엘리자베스                        | 단편 영화 |
| 2014 | 데이트 앤 스위치                 | Em                                |           |
| 2014 | 니드 포 스피드                   | 애니타 콜먼                       |           |
| 2014 | Closed Set                       | Leading Lady                      | 단편 영화 |
| 2015 | 그레이의 50가지 그림자           | 아나스타샤 스틸                   |           |
| 2015 | 범죄의 제국                      | 이모겐                            |           |
| 2015 | 클로이 앤 테오                   | 클로이                            |           |
| 2015 | 블랙 메스                        | 린지 사이어                       |           |
| 2015 | 비거 스플래쉬                    | 페넬로피 레니어                   |           |
| 2015 | In a Relationship                | 윌라                              | 단편 영화 |
| 2015 | Vale                             | 레이철                            | 단편 영화 |
| 2016 | 하우 투 비 싱글                  | 앨리스 케플리                     |           |
| 2017 | 50가지 그림자: 심연              | 아나스타샤 스틸                   |           |
| 2018 | 50가지 그림자: 해방              | 아나스타샤 스틸                   |           |
| 2018 | 배드 타임즈: 엘 로얄에서 생긴 일 | 에밀리 서머스프링                 |           |
| 2018 | 서스페리아                       | 수지 배니언                       |           |
| 2019 | 상처의 해석                      | 캐리                              |           |
| 2019 | 피넛 버터 팔콘                   | 일리노어                          |           |
| 2019 | 더 프렌드                        | 니콜 티그                         |           |
| 2020 | 더 노웨어 인                     | 본인                              |           |
| 2020 | 나의 첫 번째 슈퍼스타            | 매기                              |           |
| 2021 | 로스트 도터                      | 니나                              |           |
| 2022 | 엠 아이 오케이?                  | 루시                              |           |
| 2022 | 차 차 리얼 스무스                | 도미노                            |           |
| 2022 | 설득                             | 앤 엘리엇                         |           |
| 2024 | 마담 웹                          | 줄리아 카펜터 / 캐시 웹 & 마담 웹 |           |
| 2025 | 머티리얼리스트                   | 루시                              |           |
| 2026 | 베러티                           | 로언 애슐리                       |           |

### 텔레비전
| 연도    | 제목                   | 역할     | 참고                                      |
| ------- | ---------------------- | -------- | ----------------------------------------- |
| 2012–13 | 벤 앤 케이트           | Kate Fox | 주연; 16편                                |
| 2013    | 오피스                 | Dakota   | 에피소드: "Finale"                        |
| 2015    | 새터데이 나이트 라이브 | 호스트   | 에피소드: "Dakota Johnson/Alabama Shakes" |